# 魏政
魏政（1436年—？），字以德，浙江衢州府西安縣人，明朝政治人物。進士出身。

## 生平
山西鄉試第二十名。成化二年（1466年）丙戌科會試第九十六名，殿試登進士第三甲第十七名。

## 家族
曾祖魏伯安。祖父魏真。父亲魏能。